# Prosciutto cotto
Il prosciutto cotto è un salume tipico italiano ottenuto dalla salatura e cottura della coscia del maiale.
Si definisce prosciutto cotto unicamente il salume derivato dal taglio anatomico di riferimento, che si chiama infatti "prosciutto". Un salume simile, ricavato invece dalla spalla del maiale (meno pregiato, ma simile a livello nutrizionale) viene denominato spalla cotta.

## Descrizione
Si tratta di un salume cotto, non insaccato e parzialmente ricoperto da cotenna. Il Ministero dello sviluppo economico diversifica il prosciutto cotto in tre tipologie distinte:
- prosciutto cotto di alta qualità: devono essere identificabili almeno 3 dei 4 muscoli principali della coscia intera del suino. Il tasso di umidità deve essere compreso tra il 75,5 ed il 76,5%*;
- prosciutto cotto scelto: devono essere identificabili almeno 3 dei 4 muscoli principali della coscia intera del suino. Il tasso di umidità deve essere compreso tra il 78,5 ed il 79,5%*;
- prosciutto cotto: ottenuto dalla coscia del suino (eventualmente disossata, sgrassata, sezionata e privata dei tendini e della cotenna) Il tasso di umidità deve essere compreso tra l'81 e l'82%.[3]

Tali denominazioni disciplinano la produzione e la vendita del prosciutto cotto su tutto il territorio italiano.

## Lavorazione

Stampo per prosciutto disossato

Le cosce di maiale vengono disossate e salate con una salamoia contenente sale, aromi e una bassa dose di conservanti (ad es. nitriti), e glutine, alimento in cui è molto presente
. Successivamente avviene la zangolatura ("massaggiatura", per distribuire in modo uniforme la salamoia nei tessuti), la pressatura in stampi e la cottura a vapore. Vi sono inoltre varianti arrosto e affumicate.